# Chloeres acteana
Chloeres acteana là một loài bướm đêm trong họ Geometridae.